# Ronto-
Ronto- (símbol r) és un prefix divisor del Sistema Internacional d'Unitats que indica un factor de 1000–9 o 10–27 o 0,000 000 000 000 000 000 000 000 001.
Adoptat el 2022, prové d'una combinació del mot llatí novem i del grec ἐννέᾰ, ennea, que signifiquen «nou» pel fet que representar 1000–9. També es tingué en compte que la lletra inicial fos una r, seguint la tendència decreixent de z i y, botant x, t i s, per estar ja emprades o per evitar confusions; i acabant en «o» perquè és el criteri pels prefixos divisors.
Per exemple;
1 rontometre = 1 rm = 10–27 metres
1 rontogram = 1 rg = 10–27 grams
1 rontosegon = 1 rs = 10–27 segons